# Ambriz

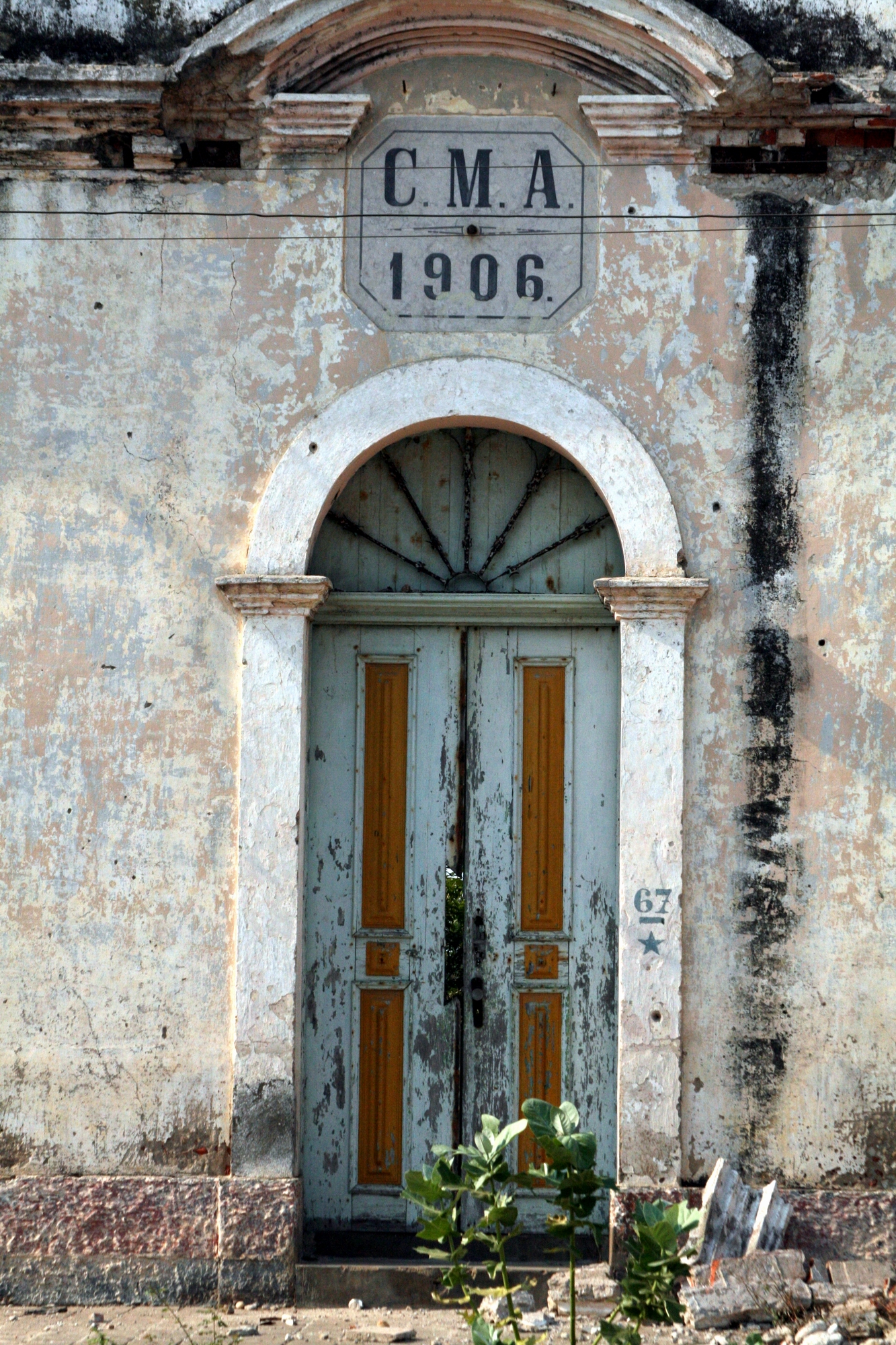
Gamla skolan.

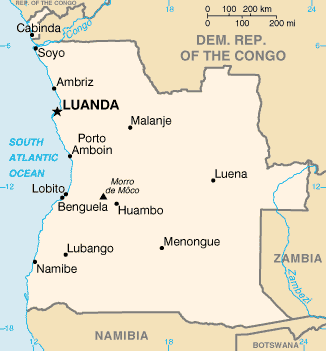
Ambritz ligger norr om Luanda

Ambriz är en stad i nordvästliga delen av Angola i provinsen Bengo. Staden ligger vid atlanten norr om huvudstaden Luanda.